# Stadiul de dezvoltare al unui software

Un exemplu de stadiu de dezvoltare al unui software

Stadiile dezvoltării unui software sunt, în special pentru produse complexe, faze bine definite din procesul de creare a diverselor aplicații și pachete software.

## Alpha
După ce au avut loc testări mai mult sau mai puțin intense și softwareul devine în mare proporție funcțional, stadiul sau faza „alpha” constă în punerea în folosință (de probă) a softwareului - dar numai intern, chiar la producător.

## Beta
După înlăturarea greșelilor descoperite în faza „alpha” se decide trecerea la versiunea „beta”. În această fază softul este testat intens în practică de către câțiva clienți importanți ai producătorului. De obicei versiunea „beta” este gratuită, dar limitată la foarte puțini clienți (potențiali).

## Release
Faza „beta” este urmată de faza „release”, care înseamnă sfârșitul testelor și punerea în uz, de ex. scoaterea generală a softului pe piață etc. Compania Microsoft mai utilizează însă și denumiri pentru faze intermediare, de ex. Release To Manufacturing (RTM) este faza când s-a depășit „beta” cu bine și se începe producția în masă a softwareului și a documentației sale, pentru a respecta data anunțată a punerii pe piață în mari cantități.

## Release candidate
Este o versiune beta cu potențialul de a fi un produs final, care este gata de lansare, cu excepția cazului în care apar erori semnificative. În această etapă de stabilizare a produsului, toate caracteristicile produsului au fost proiectate, codificate și testate prin unul sau mai multe cicluri beta, fără niciun bug. Faza release candidate înseamnă sfârșitul testelor și punerea în folosinta a aplicatiei.